# قرار مجلس الأمن التابع للأمم المتحدة رقم 1565
قرار مجلس الأمن التابع للأمم المتحدة 1565، المتخذ بالإجماع في 1 تشرين الأول / أكتوبر 2004 بعد الإشارة إلى جميع القرارات السابقة بشأن الحالة في جمهورية الكونغو الديمقراطية، ومدد ولاية بعثة الأمم المتحدة في جمهورية الكونغو الديمقراطية حتى 31 آذار / مارس 2005 وأذن بنشر 5900 جندي وشرطي إضافي. وأكد من جديد الالتزام باحترام " سيادة وسلامة أراضي الكونغو ودول المنطقة واستقلالها السياسي.
وقد صدرت أوامر بزيادة حجم بعثة منظمة الأمم المتحدة في جمهورية الكونغو الديمقراطية عقب دعوة الأمين العام كوفي عنان لإرسال قوات إضافية، على الرغم من أن 5900 فرد إضافي كانت أقل مما أوصى به. وكان اعتماد القرار 1565 بمثابة بداية واحدة من أكبر وأسرع عمليات إعادة تشكيل لبعثة حفظ سلام تابعة للأمم المتحدة على الإطلاق.

## الققرار

### أعمال
وبموجب الفصل السابع من ميثاق الأمم المتحدة، مدد مجلس البعثة ولاية وأذن بزيادة قدرها 5900 فردا، مع نشر القوات في شمال وجنوب كيفو. كان من المقرر أن تشمل ولاية بعثة منظمة الأمم المتحدة في جمهورية الكونغو الديمقراطية الموسعة حديثًا:
(أ) مراقبة التواجد في المجالات الرئيسية والحفاظ عليه
(ب) حماية المدنيين وعمال الإغاثة ومرافق الأمم المتحدة
(ج) إقامة روابط مع عملية الأمم المتحدة في بوروندي والحكومتين البوروندية والكونغولية
(د) رصد التدابير المفروضة في القرار 1493 (2003)
(هـ) مصادرة الأسلحة والأعتدة الموجودة في الدولة التي تنتهك القرار 1493 والتخلص منها
(و) مراقبة تحركات الجماعات المسلحة والقوات العسكرية الأجنبية
(ز) حماية المؤسسات الحكومية والمسؤولين والحفاظ على النظام
(ح) المساعدة في الأمن والعودة الطوعية للاجئين
(ط) المساهمة في تسريح المقاتلين ونزع سلاحهم وإعادتهم إلى أوطانهم
(ي) المساعدة في العملية الانتخابية وحقوق الإنسان.
ودُعيت البعثة أيضا إلى دعم الحكومة الانتقالية وثلاث لجان مشتركة معنية بإصلاح قطاع الأمن والتشريع والعملية الانتخابية. علاوة على ذلك، أُذن للبعثة باستخدام «جميع الوسائل اللازمة» لإنفاذ ولايتها. وفي الوقت نفس، طُلب من حكومات بوروندي وجمهورية الكونغو الديمقراطية ورواندا وأوغندا عدم السماح باستخدام أراضيها في التعدي على سيادة دولة أخرى. وحث المجلس على التعاون الحكومي الدولي الكامل وأدان جميع انتهاكات حقوق الإنسان. وأكد من جديد الصلة بين الاستغلال غير المشروع للموارد الطبيعية والنزاع المسلح، ورحب بعقد مؤتمر دولي بشأن السلام والأمن في منطقة البحيرات الكبرى الأفريقية .
وأخيرا، أعرب مجلس الأمن عن قلقه إزاء ادعاءات الاعتداء الجنسي وسوء السلوك من جانب أفراد البعثة، وطلب من الأمين العام التحقيق في هذه التقارير واتخاذ الإجراءات المناسبة.

## روابط خارجية
- نص القرار في undocs.org